# Biblioteca Nacional de Somalia
La Biblioteca Nacional de Somalia, fue fundada en 1975 en Mogadiscio, y estuvo bajo la responsabilidad del Ministerio de Cultura y Educación somalí hasta el colapso del país en 1991. Los escasos datos disponibles sobre ella incluyen falta de personal cualificado, carencia de presupuestos, y escasos fondos. En 2013, tras dos décadas de guerra y anarquía en el país, el edificio de la Biblioteca se encontraba en ruina y dentro vivían varias familias. Ese mismo año el gobierno inicia el proyecto de reconstrucción de la misma.